# Manila (Utah)
Manila es una pequeña localidad situada junto a la frontera norte del condado de Daggett, justo la sur de la frontera con Wyoming. Está en la intersección de las carreteras Utah SR-43 y Utah SR-44. Es la capital del condado de Daggett. 
Algunos sitios cercanos son el Flaming Gorge National Recreation Area y el Flaming Gorge Reservoir, al este de la localidad. Al sur se encuentran el Ashley National Forest, en el que se encuentra el Pico del los Reyes (Kings Peak) a 4.123 m de altura, el punto más alto de Utah. Según el censo de 2000 la población era de 308 habitantes.

## Geografía
Manila se encuentra en las coordenadas 40°59′33″N 109°43′10″O / 40.99250, -109.71944.
Según la oficina del censo de Estados Unidos, la localidad tiene una superficie total de 2,1 km². No tiene superficie cubierta de agua.
- Datos: Q129960
- Multimedia: Manila, Utah / Q129960